# Deltaspis rufostigma
Deltaspis rufostigma är en skalbaggsart som beskrevs av Bates 1892. Deltaspis rufostigma ingår i släktet Deltaspis och familjen långhorningar. Inga underarter finns listade i Catalogue of Life.